# Суперкубок Японии по футболу
Суперку́бок Японии по футбо́лу — соревнование по футболу. Оно организовано Джей-лигой и Футбольной ассоциацией Японии. Оно состоит из одного матча, в котором принимают участие победитель регулярного чемпионата и клуб. выигравший кубок Императора. Корпорация Xerox спонсирует турнир с 1994 года. Матч за суперкубок, как правило, играется в конце февраля.

## Регламент
В обычных условиях, в Суперкубке играют следующие клубы:
- Победитель Джей-Лиги
- Победитель Кубка Императора

Однако, если один клуб выиграет оба титула, в матче будут участвовать серебряные призёры регулярного чемпионата.
Матч за Суперкубок имеет обычную для футбольного матча продолжительность (90 минут), но если в основное время зафиксирована ничья, то команды сразу переходят к серии пенальти, не играя дополнительное время.

## Стадионы
Матч обычно проходит на одном этих стадионов:
- Олимпийский стадион (1994–2004, 2006–2010, 2012–2014);
- Ниссан Стэдиум (2005, 2011, 2015).